# Lou Massenberg
Lou Massenberg (Berlino, 13 novembre 2000) è un tuffatore tedesco.

## Biografia
Ha frequentato la HTW di Berlino.
Ha rappresentato la nazionale tedesca ai campionati europei di tuffi di Kiev 2017, gareggiando con Tina Punzel nel concorso dei tuffi dal trampolino 3 metri misti, dove ha vinto la medaglia di bronzo alle spalle della coppia italiana (Elena Bertocchi e Maicol Verzotto) e di quella ucraina (Viktoriya Kesar e Stanislav Oliferčyk).
Ha partecipato ai mondiali di Budapest 2017, chiudendo al trentacinquesimo posto nel trampolino 1 metro e, in coppia con Tina Punzel, al quarto posto nel trampolino 3 metri misti. La medaglia di bronzo iridata è sfuggita per dieci punti.
Ai campionati europei di nuoto di Glasgow 2018 ha vinto la medaglia d'argento nella gara a squadre mista al fianco di Tina Punzel. L'anno successivo vince la medaglia di bronzo nel sincro 3 metri misto ai mondiali di Gwangju, mentre nel 2022 sale sul gradino più alto del podio nella medesima specialità agli europei di Roma.

## Palmarès
- Mondiali

Gwangju 2019: bronzo nel sincro 3m misto.
- Europei di nuoto/tuffi

Kiev 2017: bronzo nel sincro 3m misto.
Glasgow 2018: oro nel sincro 3m misto, argento nella squadra mista.
Kiev 2019: oro nella gara a squadre, argento nel sincro 3m misto.
Budapest 2020: argento nel sincro 3m misto, bronzo nella squadra mista.
Roma 2022: oro nel sincro 3m misto.
Belgrado 2024: bronzo nel sincro 3m misto e nella squadra mista.
- Universiadi

Chengdu 2023: argento nel trampolino 3m sincro e nella piattaforma 10m sincro.
- Giochi mondiali militari

Wuhan 2019: argento nel sincro 10m e nella gara a squadre.